# Cered, Nógrád
Cered  este un sat în districtul Salgótarján, județul Nógrád, Ungaria, având o populație de 1.170 de locuitori (2011). 

## Demografie
Componența etnică a satului Cered
     Maghiari (92,17%)
     Romi (7,33%)
     Necunoscut (0,5%)
     Alții (0,5%)
Componența confesională a satului Cered
     Romano-catolici (63,85%)
     Fără religie (6,15%)
     Reformați (1,71%)
     Necunoscută (27,78%)
     Atei (0,51%)
     Alte religii (1,03%)
Conform recensământului din 2011, satul Cered avea 1.170 de locuitori. Din punct de vedere etnic, majoritatea locuitorilor (92,17%) erau maghiari, cu o minoritate de romi (7,33%). Apartenența etnică nu este cunoscută în cazul a 0,5% din locuitori.  Din punct de vedere confesional, majoritatea locuitorilor (63,85%) erau romano-catolici, existând și minorități de persoane fără religie (6,15%) și reformați (1,71%). Pentru 27,78% din locuitori nu este cunoscută apartenența confesională.